# Ulica księdza Jana Gałeczki w Chorzowie
Ulica księdza Jana Gałeczki w Chorzowie – ulica biegnąca przez dzielnicę Klimzowiec w Chorzowie. Swoją nazwę zawdzięcza księdzu i działaczowi narodowemu – Janowi Gałeczce.
Ulica łączy ul. Katowicką stanowiącej część Drogi krajowej nr 79 z DW902, będącej częścią Drogowej Trasy Średnicowej.

## Obiekty
- Oczyszczalnia Ścieków Klimzowiec, której wschodnia część znajduje się na terenie Katowic
- Park Mahatmy Gandhiego[2]
- Pomnik Bohaterskich Harcerzy Chorzowa[3]
- Przedszkole nr 6[4]
- Chorzowsko-Świetochłowickie Przedsiębiorstwo Wodociągów i Kanalizacji Sp. z o.o. Laboratorium

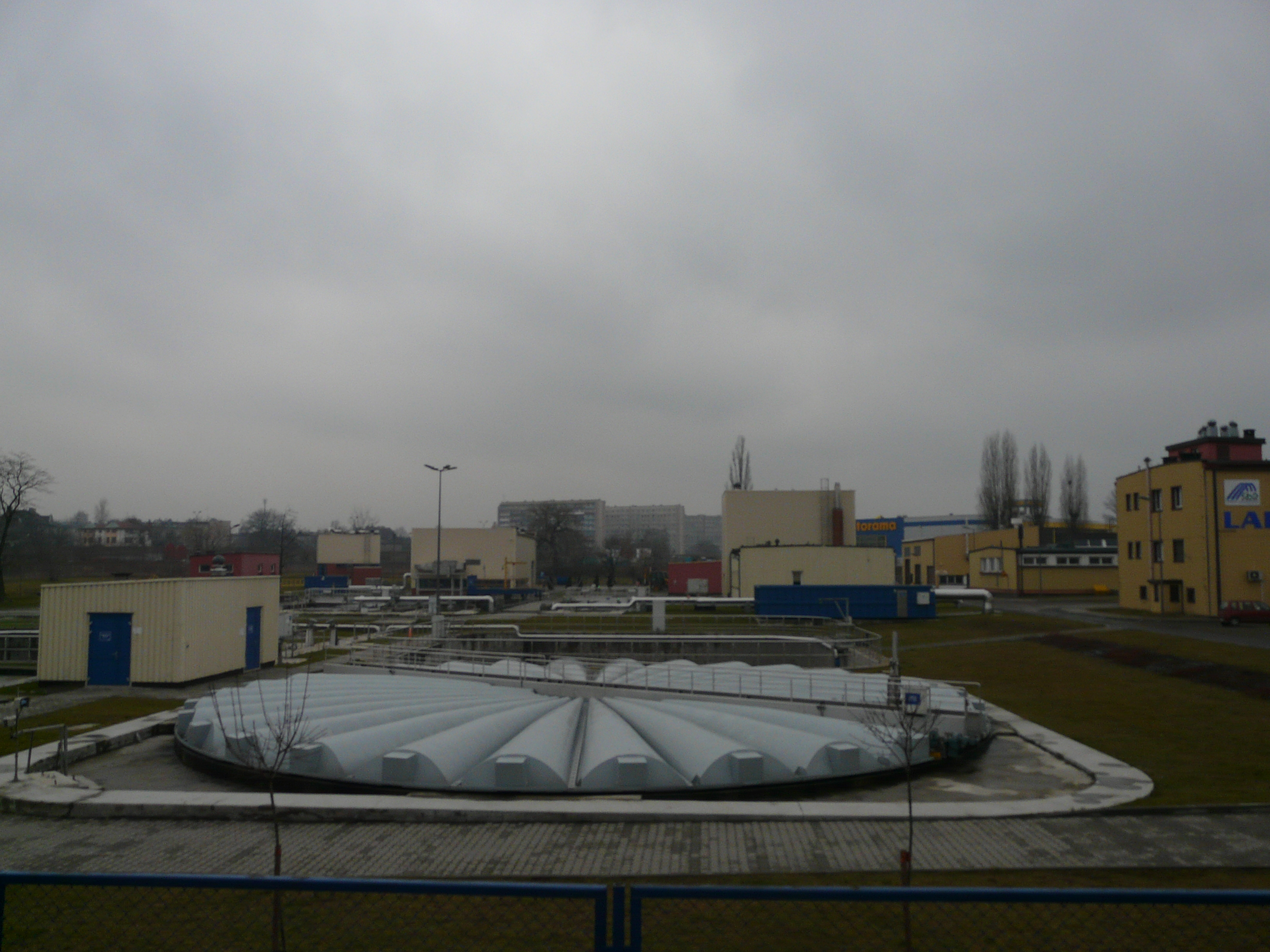
Oczyszczalnia ścieków Klimzowiec

- sklepy